# Bob Vagg
Bob Vagg (eigentlich Robert Andrew Vagg; * 2. Februar 1940) ist ein ehemaliger australischer Langstreckenläufer.

## Leben
1962 wurde Vagg bei den British Empire and Commonwealth Games in Perth Zwölfter über sechs Meilen.
1964 wurde er New-South-Wales-Meister und Australischer Meister im Marathon. Beim Marathon der Olympischen Spiele in Tokio kam er auf den 31. Platz.
1959 und 1961 wurde er Australischer Meister im Crosslauf, 1961 außerdem über sechs Meilen.

## Persönliche Bestzeiten
- 10.000 m: 29:43,5 min, 6. Juli 1961, Helsinki
- Marathon: 2:24:07 h, 18. Juli 1964, Sydney